# 初代超人力霸王
超人力霸王（Ultraman），亦稱「初代超人力霸王」（Original Ultraman），是一位虛構的超級英雄，他在1966年的同名電視連續劇《超人力霸王》的試播集中首次亮相。也是超人力霸王系列和圓谷製作所推出的第一個特攝英雄。他在娛樂界的出現幫助催生了《去吧！神人》和《钢王》等無數節目的巨大英雄類型。

## 角色發展和創造
超人力霸王最早在1966年的日本電視連續劇《超人力霸王》登場，中與其人間體早田進作為主角出現，在超人力霸王的成功之後，圓谷製作在後續接檔創造了另一個英雄系列：《超人七號》。儘管兩者擁有相似的英雄設定與主題類型，但兩者之間在最初沒有任何關係。直到1971年，超人力霸王和超人七號才在《歸來的超人力霸王》同台登場，這場安排也鞏固圓谷製作後續持續製作超人力霸王系列的走向，原版的超人力霸王本人也在長期系列的人氣支持下，不斷出現在系列的各種作品中。除此之外，其彩色計時器、光線必殺技的姿態和他著名的叫喊聲「Shuwatch！」 （シュワッチ）也成著名的形象，並影響日後大量的日本文化，包括動畫及漫畫系列作品。
在該系列中，超人力霸王的咕噥聲和他標誌性的喊聲「Shuwatch」是由中曽根雅夫 提供，他後來在第33話中與梅菲拉斯星人的戰鬥中為超人配音。第一話和最終話中的對話則由近藤久提供，第15話的語音則是由負責第1話至第19集的旁白石坂浩二提供。在隨後的露面，超人力霸王經常重複使用中曽根的語音，長時間的對話則由黑部進提供（早田進的演員）。
雖然黑部進有時會因重新飾演早田或為超人力霸王本人配音，但自2020年代開始，超人力霸王配音則由其他配音演員提供。戲服演員方面，原由古谷敏飾演。他後來曾參與《超人七號》，飾演劇中的主要角色天城。

### 詞源
「超人力霸王」這個名字是一個複合名稱。「超人（ウルトラ）」是一個前綴詞指「遠遠超越」並達到極端的水平，意味著「超人力霸王」的字面意思是「遠遠超過人類」。換句話說，超人力霸王是優越於人類的存在。他的日本名字是「ウルトラマン」，是「超」與「人」的組合。在系列本身，他的名字是在第一話《超級作戰第一號》由早田進提出，但未知這是早田進或超人力霸王的決定。
在某些媒體中，超人力霸王被稱為初代超人力霸王（初代ウルトラマン，Shōdai Urutoraman）。這是因為回溯到1971年《歸來的超人力霸王》播映，兩個超人因同名而引起混亂，因此在此後原版的超人力霸王沿用本名，而第二為登場的超人則被稱為二世超人力霸王（二世ウルトラマン），直到在1984年的電影《超人力霸王物語》才獲得自己的名字：「超人力霸王傑克（ウルトラマンジャック，Urutoraman Jakku），這是由當時的圓谷製作總裁由圓谷皋所提案。這個名字也是超人力霸王太郎最初的概念名稱。

此外，超人力霸王傑克原本是要成為返回地球的初代超人力霸王，但出於對1970年去世的圓谷英二的尊重，最終將其作為一個單獨的角色。

### 形象設計
超人力霸王的形象由是由設計雕刻家成田亨所設計，他同時也是擔任本劇其他怪獸角色的設計工作，最初則設計是身披類似於西洋甲胄的宇宙人外型，但在在劇作家金城哲夫提出「姿態帥氣美麗的宇宙人」的要求下，成田融入了「秩序」及「簡單和純粹」的具象化等概念，並制定了以下規則作為設計上的參考:
- 臉部設計的靈感參照自古希臘雕塑家所採用的特殊表情古老的微笑，及京都廣隆寺的彌勒菩薩雕像。
- 面部採用如能劇中的面具「能面」的極度簡化形式，沒有任何多餘的裝飾，且能根據視角和陰影來表達各種面部表情。
- 受到太空火箭所啟發的銀色皮膚。
- 受到火星外觀所啟發，並帶有象徵生命與活力的紅色條紋。

然而在最後定案呈現的形象中，劇組因考慮拍攝成本高昂，並認定若超人設定成無懈可擊的話，整體故事的發展將會變得毫無趣味，並認為加入英雄的時間限制能提升戰鬥的緊張和刺激感。最終則是在皮套追加「彩色計時器」的設定，以及為了在戲服背後裝上拉鍊而衍生出的背鰭，與面具上眼睛部位的窺孔（「覗き穴」），然而這些均非設計者成田亨的本意，因此對這些決策感到不滿。

### 戲服設計
原先，超人力霸王被作家金城哲夫計劃成《超異象之謎》中一隻一個名為「貝姆勒」的外星怪獸，該生物可以長到164公尺，其造型融合了迦楼罗和天狗之間的設計。但卻在最後階段取消了該計劃的製作。最終超人力霸王的形象設計則是由概念雕刻師成田亨和粘土雕塑家佐佐木明完成，兩人牢記小灰人的概念。為節目創作了超人力霸王的戲服，並基於其動作演員古谷敏的體型而製作，由於最初的服飾損壞頻繁，因此在系列的發展過程中，超人力霸王的設計進行許多改進。共有三種模型：A型（第1-13話）B型（第14-29話）C型（第30話以後）。超人力霸王面具的眼睛下方細小的黑點，則是為了令動作演員能夠看到外面而設計的窺視孔。這些小孔在新型的戲服服裝中已變得難以察覺：
A型套裝的面罩由纖維強化塑膠（FRP) 製作，塗有乳膠，使得超人力霸王擁有一張「皺巴巴」的臉。該面罩最初規劃具有張開嘴巴的功能，然而漆上的乳膠塗層卻阻止了這種功能。古谷曾提到A型不適合他的穿著，並讓他不得在穿上服裝後顯得駝背。隨著A型套裝的惡化，美術團隊後來製作了B型套狀。將取消了開口機制概念和乳膠塗層，選擇製作完整的FRP面具。該系列中的拍攝人員最初沒有意識到整體造型的變化，並對超人力霸王的臉突然從外星人的臉變成了「鐵面具」的臉感到驚訝。與A型設計相比，B型面罩的下領特徵甚至還要更窄、更鋒利。根據古谷的說法，B型的設計比起A型更大、也更合身，並且也設有填充物，令超人力霸王看起來顯得更增填肌肉的感覺。
C型套裝是B型套裝的改進型，其細節是面具部分，眼睛、嘴巴和耳朵的位置略有變化。每件衣服則是由塗漆的潛水服製成，這是過去使用《超異象之謎》中凯姆尔人中使用的材料。另外，A型的靴子來自改良的分趾鞋，B型則是帶有隱藏拉鍊的尖頭鞋，C型是塗有銀色的紅色皮鞋。

由於是使用潛水衣和乳膠製成的，超人力霸王最初的套裝無法長時間維持。每件套裝的情況如下：
- A型：因劣化退役，口罩因乳膠塗層而急速老化。套裝在第18話曾被短暫修改為偽冒超人。
- B型：在C型套裝調試後入庫。後來在1970年代時圓谷倉庫中被盜走，它的當前位置和狀態未知。
- C型：在系列結束後交給製作人員。由於老化不良，其面具最終被取下。

根據古谷的說法，最初的超人力霸王套裝已被破壞，而由於科技發展，現時的戲服服裝造型比起過去更加仔細，使得超人力霸王看起來比較現代化。此外在電影《超人力霸王梅比斯 & 奧特兄弟》中，超人力霸王的戲服是基於A型而設計。

### 彩色計時器
在劇中，超人力霸王的勝利無法得到一定的保證，在後續的設定，則描述超人力霸王的力量和生命力都來自於太陽能，由於太陽能被地球的大氣層過濾後而嚴重削弱，導致超人力霸王僅有三分鐘活動的時間限制，儘管某些場景表明出超人力霸王實際能超過此限制的情況下繼續戰鬥。
因此超人力霸王第一次出現時，其胸前具備一個「彩色計時器（カラータイマー，Karā Taimā）」作為它的「警示燈」，彩色計時器在最初呈現青綠色。隨著時間推移、失去能量、重傷、中毒或極度虛弱時，彩色計時器將會變成純紅色，並隨即閃爍、發出警告的音效。當超人力霸王的能量耗盡時，彩色計時器將會熄滅。由於超人力霸王的彩色計時器與它的心臟直接相連，當能量耗盡時，也表示這將會對超人力霸王造成致命的傷害。超人力霸王和其他來自M78星雲的戰士通過改造手術增設了彩色計時器，則本意則是警惕他們在某些星球或地點與怪獸威脅作戰時，通知他們能量開始減少的消息。
根據成田亨的訪談，及1966年《超人力霸王》電視劇中顯示的說法，超人力霸王最初的設定並沒有任何時間上的限制，實際上是為了降低特攝成本使出場率降低的結果。後續系列的主角「超人七號」則通過他的額頭「光束燈」功能避免了這，但是七號之後登場的超人戰士則重新沿用「三分鐘限制」。七號沒有彩色計時器的原因，後被圓谷解釋為是由於其早年擔任非戰鬥人員，最初僅被派去銀河系觀察，而後才更密切地參與地球事務的因素。

## 簡介
根據圓谷官網介紹，超人力霸王在追捕太空怪獸貝姆拉時訪問了地球，並因此保護地球免受怪獸和宇宙人的威脅，但它也有對非敵對的怪獸表露出友好的一面。其主要必殺技則為「斯佩修姆光線」，他在地球上的人間體是科學特搜隊的成員早田進。
以下超人力霸王的統計數據在原作中從未提及，但在雜誌和官方網站上被提及。還有一些後續系列偏離了超人力霸王的原始設定。
- 身高：：40公尺（在超人力霸王太郎第40話有身高53公尺的說法。[10]）
- 體重：：35,000噸
- 歲數：：超過20,000歲[11]
- 出身地：：M78星云光之國
- 出道年份: 1966年
- 首次登場：超人力霸王前夜祭·超人力霸王的誕生 (1966)
- 飛行速度：5馬赫
- 跳躍高度：800米（2,600英尺）
- 奔跑速度：每小時450公里（每小時280英里）
- 水中速度：每小時200海里（每小時230英里）
- 物理力量：雖然從未在影集裡精確測量，但被推斷擁有遠超同等人形生物的力量。他能舉起100,000噸的油輪和仰臥推舉200,000噸。然而，他無法舉起怪獸斯凱頓。（這實際上是由於劇情限制。）

### 人間體
超人力霸王的人間體是來自科學特搜隊（S.S.S.P）的成員早田進（ハヤタ・シン），他是科特隊養成學校首屆畢業的精英隊員，在第1話時，他受到指示而駕駛戰鬥機在龍森湖上空調查事件，不幸與追擊怪獸貝姆拉的超人力霸王互相衝撞導致失去了性命。超人力霸王因對這起事故感到內疚，將自己的生命與早田共享，變成一心同體的狀態，進而使早田復活。也令早田有辦法以一己之力對抗怪獸和外星人的威脅。
早田進與超人力霸王的聯繫直到系列結局時，都未有其他科學特搜隊的成員知道。然而在第14話中，村松隊長和嵐隊員注意到，早田在與怪獸戰鬥後超人力霸王有相似的傷勢。後來再也沒有提起這件事。
在第39話的結局中，超人力霸王和早田在被傑頓擊敗後受了重傷。佐菲趕來救回超人力霸王，並給予了早田另一個生命，讓他在與超人力霸王分開的情況下能夠繼續活下去。在日文版中，早田對超人力霸王的存在並無任何記憶，但在英文配音中，他保留了自己的記憶，同時告訴他科學特搜隊的隊友們：「超人力霸王將會返回地球。」此外在1997年的《復活！超人力霸王》，則是以早田保留超人力霸王的記憶為導向作為展開。
儘管「早田進」這位角色日後曾出現其他系列作品中，但從《超人力霸王梅比斯》之後，便透露自從《超人力霸王》後續作品登場的「早田」，並不再是最初那位與超人力霸王合二為一的人類，而是超人力霸王本人所擬態登場的人間體，與《超人七號》中的諸星彈類似。
早田進是由黑部進飾演。他參與早田這個角色時並沒有經過試鏡，而在東寶高層找他接手後才擔任此角色的演出。

### 變身器
早田進能通過使用貝塔膠囊（ベーターカプセル）變成超人力霸王。外觀類似手電筒，可以讓他在人類狀態和超人力霸王之間切換。
平常早田會將貝塔膠囊收在自己的科特隊夾克中，以備不時之需。
儘管如此，但早田經常容易丟失貝塔膠囊，如第26話超人力霸王與戈莫拉的戰鬥中所示，早田不小心遺失貝塔膠囊，並被一個當地男孩撿起，誤認為是玩具。在第34話，也曾有早田將湯匙誤認為是貝塔膠囊的情況發生，然後才改用原來的。
貝塔膠囊擁有將早田從外部影響中解救出來的能力，在《超人力霸王》的第22話中，當時地下人試圖通過對早田進行洗腦來控制超人力霸王，直到超人力霸王的轉變將他解救出來。
在《劇場版超人力霸王X》的開頭，古魯曼博士曾試圖複製貝塔膠囊以召喚超人力霸王。但反而引發了連鎖反應，導致整個研究室爆炸。超人力霸王的數據後來被古魯曼用來製作他的網絡卡，這很快帶來了 X貝塔膠囊 (エクスベータカプセル）的誕生。
在《歸來的超人力霸王》的最初概念中，晩日出輝（バン・ヒデキ，該系列的主角）最初將會使用貝塔膠囊變身為超人力霸王傑克。

### 戰鬥風格
起初，超人力霸王的戰鬥風格非常單純，僅對怪獸拳打腳踢、偶爾投擲、最後以發射斯佩修姆光線結束戰鬥。但隨著時間的推移，超人力霸王越多越多的戰鬥招式出現，使戰鬥變得更加精彩。超人力霸王的皮套演員古谷敏過去曾學習柔道，隨系列發展，他作為一個武術家的背景被放在戰鬥中使用，並基於柔道技巧衍生出多個超人力霸王的格鬥招數。此外，圓谷英二從基督教借來想法，讓著名的良好象徵「十字架」成為斯佩修姆光線的姿勢。

#### 能力
- 瞬間移動（Teleportation）：超人力霸王可以從一個星球傳送到另一個星球，但這樣做會消耗大量能量。
- 超級屏障（Ultra Barrier）：也被稱為反彈光線。超人力霸王以充能的手指畫出一個矩形防禦，可以反射或偏轉任何攻擊。曾與超人七號一起使用以在凍結中生存。（大怪獸格鬥 超銀河傳說 THE MOVIE）
- 超級水流（Ultra Shower）：當超人力霸王把左手放在右手上面，便可放出水流，與連續光線的的姿勢相似。這可以被用作撲滅大火的方法或作為攻擊。
- 超級V屏障（Ultra V Barrier）：超人力霸王交叉雙手可以偏轉攻擊。曾於超人力霸王銀河中使用。
- 超級分身（Ultra Separation）：超人力霸王創造與一到數個自己完全一樣的分身，但這樣做會消耗大量能量和壽命。每個分身可以獨立，甚至相隔長距離戰鬥，並且每個分身擁有跟真身同等的力量。曾於復活！超人力霸王中使用。

光線技巧
- 斯派修姆光線（Spacium Ray）：當超人力霸王將雙臂擺成十字，右臂垂直而左臂水平時，可以從垂直的右手發射強大的光束，一擊消滅怪獸。
- 奧特攻擊光線（Ultra Attack Ray）：比宇宙元素光線更強大。把全身能量集中在右臂，產生出綠色能源環圍繞拳頭旋轉。擊中敵人後，交叉雙臂並緊握拳頭，可以使敵人爆炸。
- 斷裂光輪（Ultra Slash）：在中國因原文名稱中的漢字之故，常直接誤譯為「八裂（或八分）光轮」，超人力霸王能形成鋸齒狀的能量光輪並向敵人放出，可輕易切開怪獸。也可以在半空分成兩個光輪，或者雙臂一次發射兩名個。無論以何種形式放出，都可擊敗敵人。
  - 光輪盾牌（Slash Shield）：八裂光輪也可以在被拋出之前作為小型盾牌。於《超人X大電影_我們的超人來了》中使用。
- 連續光線（Slash Ray）：當超人力霸王把手放在另一隻手上面，超人力霸王可以從手中放出箭形光線。也可以有爆炸效果。
- 超級空中捕捉（Ultra Air Catch）：超人力霸王向前伸出雙臂並發射白色激光，然後把一隻手上移90°角。用於把骷髏怪獸紅王（第二代）短暫定身於半空。
  - 超級空中捕捉（V2）（Ultra Air Catch（V2））：該技術的一個變種。又稱奧特反重力光線，光束可以舉起對手。用於對付光熱怪獸 基拉。
- 透視光線（Flouroscope Ray）：超人力霸王可以從眼睛發出光束，使隱形的物體或怪獸現形。  
  - 超級眼光（Ultra Discernment）：從超人力霸王的眼睛放出光束，除去大部分敵人的能量屏障。用在對付宇宙忍者巴爾坦星人（第二代）。
- 捕捉之環（Catch Rings）：超人力霸王可以高速旋轉以創造能量環，用於捕獲或纏住敵人。
- 海洋斯派修姆光線（Marine Spacium Ray）：光弘對超人力霸王使用了「體力增幅器」後，超人力霸王可以發射更強力的彩虹版本斯派修姆光線。於復活！超人力霸王中使用。
- 千兆斯派修姆光線（Giga Spacium Ray）：普通斯派修姆光線的更強大版本。於《超級銀河格鬥》中使用。一個更更強大的版本可以通過從等離子火花接收能量而發射。

物理技巧
- 防禦能力（Defense Capability）：超人力霸王一族的皮膚對各種傷害具有強大的抗性。這使超人力霸王在劇集中能抵檔各種攻擊而不受傷害，如：火焰、原子彈爆炸、電擊、強酸等。即使受到斯佩修姆物質的攻擊也只能造成輕傷。曾抵禦透明怪獸尼隆加和惡質宇宙人美菲拉斯星人的電擊，甚至抵禦青色發泡怪獸阿波拉斯的酸性泡沫（儘管腐蝕了彩色計時器）。
- 超級念力（Ultra Psycic）：也被稱為奧特意志。超人力霸王曾用這能力阻止青色發泡怪獸阿波拉斯的酸性泡沫、怪獸酋長 傑羅尼蒙的羽毛和其他種種。曾在早田的形態使用，與日比野未來和諸星彈一起獲取太郎死守著的光。
  - 超級意志力（Ultra Psychokinesis）：升起對手於半空，並在扔出後使其爆炸的能力。曾用於對付光熱怪獸 基拉。
- 空中衝撞（Air Body）：超人力霸王在半空用身體撞向對手。因自身防禦力，超人力霸王不會受到任何傷害。
- 超級頭鎚（Ultra Head-butt）：超人力霸王所用出的普通頭槌。
- 超級劈術（Ultra Chop）：普通的手刀。超人力霸王傾向用於擊暈對手或使對手發愣。
- 超級霞斬（Ultra Haze Slash）：也被稱為「超級劍霞」，超級劈術的一個變種。能夠立刻殺死怪獸的手刀。超人力霸王在通過對手時施以劈術或拳擊。曾用於割破襟卷怪獸吉拉斯的喉嚨。
- 超級重拳（Ultra Punch）：針對敵人弱點的拳擊。據說有50隻大象衝擊的力量。
- 超級飛踢（Ultra Kick）：把力量集中在在腿部的踢擊。比同等人形生物強幾百倍。
- 俯衝飛踢（Swoop Kick）：從高空降下的雙腿飛踢。曾用於對付變異植物 雷蒙斯、骷髏怪獸 紅王、古代怪獸 哥莫拉和怪獸酋長 傑羅尼蒙。
- 回旋飛踢（Rotation Choking Kick）：雙腿勒住對手，類似摔跤。曾用於對付三面怪人達達。
- 超級迴轉（Ultra Swing）：抓住對手並拋出。
- 岩石投擲（Dropped Rock）：舉起對手到半空中，砸向地面。
- 過肩摔（Flying Mare）：就是普通的過肩摔。曾用於對付骷髏怪獸 紅王和地底怪獸鐵列斯頓。
- 後翻投擲（Monkey Flip）：面對橫衝直撞的對手，趁對手不注意絆倒他，再幫對手來個後翻。
- 頸部固定（Neck Hanging）：超人力霸王一邊提起對手一邊固定對手的頸部。當敵人弱化再拋出，即為鎖喉。
- 頭部鎖定（Headlock）：超人力霸王鎖定對手頭部封住他們的行動。鎖錯地方的鎖喉。

合體技巧
- W光束（W Beam）：曾與超人七號用於拯救超人力霸王傑克。
- 紅色之光（Red Light）：超人力霸王與超人七號和佐菲作風車旋轉，產生光束用於減緩天球守衛者 衝擊之星的惑星戰艦。
- 超級帕里斯解放（Ultra Paris Free）：超8兄弟版本的超人力霸王與超人力霸王衛司、超人七號和超人力霸王傑克用於釋放超人力霸王梅比斯。
- 大火花（Grand Spark）：斯佩修姆光線與超人力霸王衛司、超人七號、超人力霸王傑克或佐菲的招牌光線的組合大光線。
- 最終十字之盾（Final Cross Shield）：與超人七號、超人力霸王衛司和超人力霸王傑克用於封印異次元人 亞波。
- 超級充電（Ultra Charge）：與超人七號、超人力霸王傑克和佐菲用於把自己剩餘能量分與其他奧特戰士。幫助超人力霸王衛司充能以發射宇宙Q並破壞異次元超人 A殺手。
- 能量充電（Energy Charge）：超人力霸王、佐菲、超人力霸王傑克和超人七號站成一圈，握住手，並給他人能量。首次用於把超人力霸王衛司完全充能以前往地球與殺手超獸 巴拉巴斯戰鬥。

## 在其他作品的登場

#### 本傳後世界觀
- 回歸

《復活！超人力霸王》
1996年3月9日上映的短篇電影，使用本劇舊畫面來改寫當初的結局，所創建的全新的故事。
《超人力霸王怪兽传说：40年后的真相》
2005年12月22日推出，發生在本傳40年後的後日談。
- 分歧

《ULTRAMAN》
2011年12月開始在《月刊Hero's》連載，清水榮一原作，下口智裕繪製之漫畫作品。
- 重啟

《新·奥特曼》（シン・ウルトラマン）
2022年公映的日本電影。由庵野秀明企劃和編劇、樋口真嗣執導。
- 改編

《超人力霸王》（Ultraman）
由Netflix共同製作之美國電腦動畫電影，由夏儂·廷德爾和約翰·奧珊瑪執導。
- 其他登場作品

《超人力霸王 VS 假面騎士》
1993年7月21日發售，最初是為紀念超人力霸王系列25週年和假面騎士系列20週年而製作的合作作品。由雨宮慶太執導。

#### 其他
《歸來的超人力霸王》: 第38話（早田進型態）和最終話（聲演）。
《超人力霸王衛司》: 第1話、第13話、第14話、第26話、第27話。
《超人力霸王太郎》: 第1話、第25話、第33・34話（以早田進樣貌）、第40話。
《超人力霸王雷歐》: 第38、39話。
《超人力霸王迪卡》: 第49話，「Neo Frontier Space」的異時空同位體。
《超人力霸王梅比斯》: 第47話、第50話、OV。
《奥特银河大怪兽之战》: 第13話
《超人力霸王銀河》: 第1話、第7話、第8話、第9話和10話。
《超人力霸王捷德》: 第1話、第25話。
- 電影

《超人6兄弟VS怪獣軍団》（1979年）
《超人力霸王怪獣大決戦》（1979年）
《超人力霸王ZOFFY 超人戰士VS大怪獣軍団》（1984年）
《超人力霸王物語》（1984年）
《新世紀超人力霸王傳說 》（2002年）
《新世紀2003超人力霸王傳說  THE KING'S JUBILEE》（2003年）
《梦比优斯奥特曼&奥特兄弟》（2006年）
《大決戰!超人力霸王8兄弟》（2008年）: 平行宇宙，早田和明子以夫妻身份一同經營腳踏車店。
《大怪獸格鬥_超銀河傳說_THE_MOVIE》（2009年）
《赛罗·奥特曼_THE_MOVIE_超决战！贝利亚银河帝国》（2010年）
《超人力霸王傳奇》（2012年）
《超人X大電影_我們的超人來了》（2016年）: 為異時空同位體。
《劇場版_超人力霸王捷德_連繫起來！_願望！！》（2018年）
- 網路劇集

《超級銀河格鬥 新生代英雄》（2019年及2020年）
- PV
- nobodyknows+「メバエ」 - 和香椎由宇共演（2005年）
- MISIA「星のように…」（2009年）

## 文化影響

### 設計基礎
在超人力霸王系列中，超人力霸王的主體已經成為後來大多數奧特戰士的基礎。這種設計可以在某些超人力霸王的設計中看到，例如超人力霸王傑克、超人力霸王迪卡、超人力霸王高斯等。

### 模仿和致敬
超人力霸王以及其系列的元素，在流行文化中被多次引用和模仿；例子包括：
- 《南方公園》的的劇集《機械史翠珊》中，美國影評人和電影歷史學家萊納德·馬爾汀（英语：Leonard_Maltin）曾變身成類似超人力霸王的英雄角色。
- 《Keroro軍曹》的第30和57集中。Keroro軍曹使用了叫做沖水勺（フラッシュスプーン）的道具，能夠將使用者變成一個巨人。
- 《T宝的悲惨日常》的第3話中， T寶曾想像自己與穿著怪物服裝的D寶戰鬥，同時T寶戴著一頂帶有超人力霸王鰭狀頭部的帽子並擺出斯佩修姆光線的姿勢。
- 漫畫家鳥山明是科幻電影的粉絲，也是超人力霸王和超人七號的粉絲。他的其中一部漫畫《怪博士與機器娃娃》在一張由則卷千兵衛指出的戲劇海報上出現了兩個小角色「虎超人」和「虎七號」其原形便是前者。[14]
- 《我的英雄學院》漫畫第1章將超人力霸王描繪成眾多超級英雄之一的剪影。[15]
- 《機動警察》新OVA第15話《從星星來的女子》即是影射初代超人力霸王最終話，其中特車二課變成了「克拉特隊」，英格拉姆則變成了英格拉曼（即超人力霸王），而泉野明則是其人間體。
- 根據《魔法禁書目錄》的原作插畫、人物原案灰村清孝的說法，一方通行的襯衫設計從以惡魔人為原型變成了最初的超人力霸王。這一變化是在小說系列的第5卷中進行的，以紀念角色從反派到配角的側面變化。[16]
- 在《Ben10》系列中，由田小班（英语：Ben_Tennyson）變身的外星人之一的超巨人（Way Big），在大小和外觀上都與最初的初代超人力霸王，他的物種名稱是對整個特攝流派的一種演繹。他的宇宙射線攻擊也基於斯佩修姆光線。
- 《極限女孩》的主角小春野白絹和UFO-Man同樣是基於超人力霸王類似的方式與巨型怪物作戰。
- 《銀魂》的第93話以太空女超人（スペースウーマン）為主角，這是一個與超人力霸王相似的巨大外星人。
- 《Concrete Revolutio～超人幻想～》中登場的格羅斯則采用了基於超人力霸王類似的設定
- 漫威漫畫《流放》的第67期中，凱文·悉尼（英语：Kevin_Sydney）將他的外表變成了超人力霸王，該漫畫的第 66-68期介紹了科學小隊，這是一個由Earth-3752的蜥蜴人建立的攻擊小隊，其原型則是基於《超人力霸王》的科學警衛隊 。
- 漫威電影宇宙中，2015年電影《蟻人》的導演佩頓里德表示，蟻人的服裝設計是受到了超人力霸王以及另一位特攝超級英雄中國超人的影響。[17]
- 《鐵腕女警》的故事大綱，以一個女性外星人在追擊犯罪現場而前往地球時意外讓千川努受到致命傷害，為了拯救垂死的千川，她將千川的人格移植到自己的身體中，成為二心同體。正如配音演員鈴村健一在接受采訪時所承認，漫畫及其動畫改編的前提大致是根據超人力霸王與早田的情況改編的。[18]

## 評價

### 批判性評價
- 黑部進：超人力霸王是不朽的，所以我希望他能持續發展到50年以上。
- 古谷敏: 他應該會超越我們的生命線。
- 黑部進: 所以我希望圓谷以任何可能的方式繼續展示超人力霸王。無論是電視還是電影，讓日本和世界各地的觀眾都能欣賞，如果繼續這樣下去，那麼超人力霸王將會繼續存在。這是我的願望。

IGN的托德·吉爾克里斯特（Todd Gilchrist）將早田進和超人力霸王描述為「每當外星怪獸入侵地球時，宛如彼得·帕克般的普通人將會變成超級英雄是個很方便的設定，而且每集至少發生一次，隨後一些相當激烈的打斗場面接踵而至，但世界最終是從某種毀滅中拯救出來。」他還表示，《超人力霸王》系列受歡迎的原因之一是早田能夠直接與觀眾交談、以及科學警衛隊特殊的調查案件，超人力霸王與怪獸和宇宙人的戰鬥，並給這個系列給出8分（滿分10分）的成績。
在回顧《超人力霸王》的完整DVD系列時，RL·謝弗（RL Shaffer，同樣來自IGN）將超人力霸王描述為「一個巨大的、摩天大樓大小的外星人，它保護我們人類免受同樣巨大的怪獸、外星人、恐龍和其他邪惡的敵人傷害。每週，超人力霸王都會對抗沿途摧毀城鎮、村莊、森林和城市，同時也相當有趣的壞蛋角色」， 儘管如此，也他承認該系列具有一種能夠從中獲得狂熱的感覺，主要歸功於它的怪獸和令人眼花繚亂的戰鬥”畫面，同樣給出這個系列8分（滿分10分）的成績。

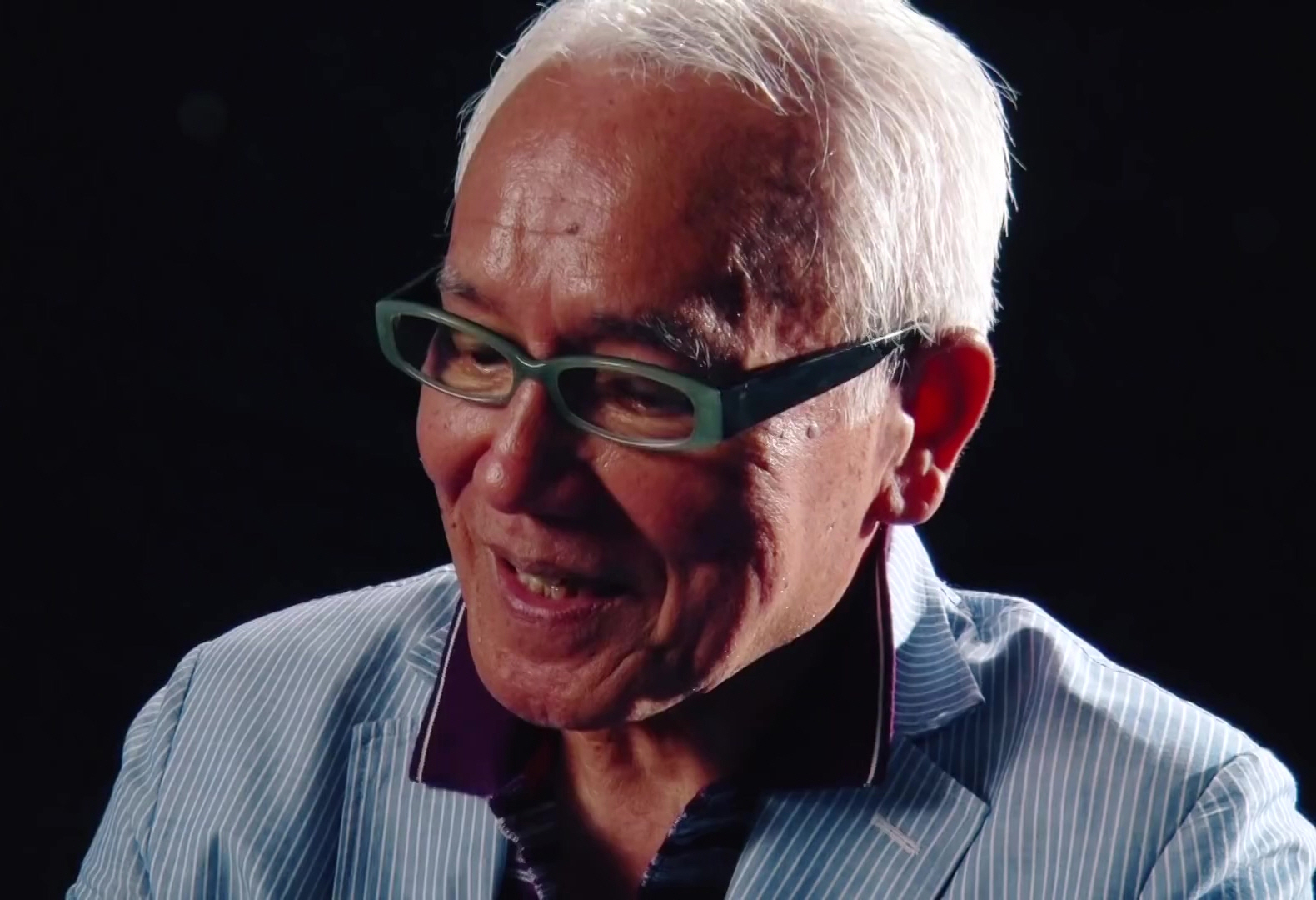
2016年的黑部進

超人力霸王的戲服演員古谷敏曾表示，在第一次穿上超人力霸王的戲服時，圓谷英二就預測這部劇將會給觀看的孩子們留下美好的回憶。古屋通過練習發射光線的姿勢和「Shuwatch！」來為他在《超人力霸王》中的角色進行訓練。姿勢，其靈感來自「踢踏舞和空手道的動作」。由於超人力霸王的套裝很薄，他曾提到經常在片場中多次受傷，以至於黑部進和櫻井浩子
曾開玩笑說道：「超人力霸王的所有演員中，他恐怕會是第一個離開的」。當被問到他最喜歡哪個超人力霸王和奧特怪物時，他分別回答了初代超人力霸王和紅王，並欣賞了他們在節目中的打斗場面。最喜歡的集數則是第23話《故鄉是地球》中登場的「棲星怪獸賈米拉」 ，一個從被政府遺棄的太空人變異而來，並試圖向地球報仇的怪獸。古谷提到他在該話飾演超人力霸王時，在被迫殺死怪獸時真的哭了。他還表示，雖然他喜歡扮演超人力霸王的角色，但他很享受在《超人七號》作為天城成員的時光。古谷表示最初並不喜歡飾演超人力霸王，由於片場的錄製有時很大的風險會對自己造成傷害，尤其是在水中錄製的時候，當水進入衣服時使他流露出害怕淹死的恐懼後，不過隨著年紀的增長，古谷自己也更對過去曾飾演超人力霸王的經歷和時光感到自豪。
據黑部進透露，在飾演早田期間，由於拍攝時必須要穿著科學特搜隊的制服，因此特別是在外景拍攝時令他感到不自在，而飾演富士明子一角的櫻井浩子則表示她對此沒有任何問題，甚至還表示演員們曾有穿著制服出去吃午飯的回憶。不過黑部進和櫻井浩子兩人穿著制服演出的時候，從未有機會與超人力霸王的皮套演員古谷敏一起演出。
黑部本人有一個女兒，名叫吉本多香美，後者曾在1996年電視連續劇《超人力霸王迪卡》飾演女主角柳瀨麗奈，最初黑部曾阻止他的女兒飾演此角，但最終仍祝福她參與演出。他們倆後在2008年電影《大決戰!超人力霸王8兄弟》共同演出父女的角色。他開玩笑說讓早田和富士在電影中結婚的決定是一個「錯誤」，因為這讓他的妻子「嫉妒」。當被問及最喜歡的超人力霸王是誰時，黑部回答說是超人力霸王傑洛。他最喜歡的怪獸則是匹咕蒙、巴爾坦星人和烏。黑部、櫻井和古谷則希望超人力霸王將超越他們的一生，並希望圓谷製作繼續將超人力霸王系列置於任何形式的媒體中，讓全世界的觀眾都能欣賞。
2022年，在NHK BS Premium所主辦的《超人力霸王大票選》中，「超人力霸王」在投票中被選為人氣英雄角色第五名。

### 人氣
日本文化中最受歡迎的笑話之一是《超人力霸王》第34話中的場景，其中涉及早田將湯池誤認為是貝塔膠囊的，同時倉促阻止怪獸史蓋頓將地球的情景，這個場景是由導演实相寺昭雄設計的，雖然收到了另一位導演野長瀨三摩地的抱怨，但這一集的高收視率證明了這場場景的成功。正因為如此，某些日本媒體（主要是動漫和漫畫）傾向於通過重複同樣的犯錯或簡單地用湯匙複製超人力霸王的眼睛來引用這個事件的一個笑話。
墨西哥職業摔跤手米洛·文圖拉·查韋斯在比賽中的綽號為「超人力霸王」。他的兒子則被命名為「超人力霸王 Jr」，但另一位墨西哥職業摔跤手Starman過去被被稱為Ultraman Jr。《超人力霸王》第39話中奥特曼被宇宙恐龍“傑頓”打敗的情節，也對當時的日本兒童造成了影響。日本職業摔跤手大仁田厚和前田日明甚至稱他們是因為看到了這個情節而開始練習格鬥技，以“為超人力霸王報仇”。 

2007年2月，名為《億千萬的回憶》的動漫改編歌曲在日本niconico同步播出，迅速引起轟動。這首歌描述了這位歌手回憶他的童年和朋友遊玩時，特別是和他們一起假裝是超人力霸王和超人七號，同時意識到他和過去童年的生活已經一去不復返的時光。同年9月，超人力霸王是當年雨果獎頒獎典禮的重要嘉賓。由世界著名模型公司海洋堂的雕刻家木下隆所雕刻的超人力霸王設計榮獲年度雨果獎，超人力霸王也是介紹史蒂芬·莫法特《火爐壁的女孩》的主持人。
2006年，為了應對超人力霸王系列40週年，發起了角色人氣投票。根據Oricon的名單，超人力霸王在投票總數中排名第一。他在女性選民中排名第一，在男性選民中排名第二。 五年後，在超人力霸王系列45週年紀念日，超人力霸王在輸給超人力霸王傑洛後在人氣投票中排名第七，並在2013年排名第11名。
超人力霸王的ULTRA-ACT公仔參加了2015年愚人節的一個笑話，當時P-Bandai宣布將「發行」一個40公尺比例的超人力霸王公仔（這是超人力霸王自己的尺寸）。只是在當天之後，P-Bandai再也沒有透露與此相關的新消息。

### 商品
長期以來，超人力霸王多次出現在圓谷製作或是跨界促銷的促銷商品中。超人力霸王的第一個商品是Marusan玩具公司於1966年出售的一組系列動作人偶，上述玩具曾在2016年3月12日至13日在鐵皮玩具博物館展出。，圓谷曾與不二家在1990年代合作，發售巧克力糖果與超人力霸王卡片一起發布，並在2016年再度與不二家合作發行商品，成為超人力霸王系列50週年紀念的搭檔。

自1990年代以來，萬代已多次販售超人力霸王的軟膠玩偶。2010年，超人力霸王作為「ULTRA-ACT玩具系列」的第一批商品正式發佈。為紀念超人力霸王系列50週年，超人力霸王於2016年7月發布其第二個可動人偶，即作為SH Figuarts系列中的一個商品。
在時尚界，超人力霸王也是“A Man of Ultra”的一員，這是一家以超人力霸王系列為主題的時裝品牌。超人力霸王曾本人曾到場宣傳公司的產品。2015年11月2日，一把塗有超人力霸王系列屬性的特殊小提琴在東京大劇院音樂廳舉行的一場音樂會上展出，並以780,000日元（6,428美元）的價格賣給現場的一位觀眾。
在與全家便利商店特許經營權的交叉促銷中，超人力霸王曾在2016年1月19日和巴爾坦星人被作為仿照中國包子出售。

## 名言
「未來，我們超人力霸王肯定不是神。無論我們怎麼努力，仍然有我們不能拯救不了的生命，仍然有我們無法傳達的感情。」     — 超人力霸王，超人力霸王梅比斯 & 奧特兄弟

## 外部連結
- Ultraman （页面存档备份，存于） in 圓谷製作
- Ultraman （页面存档备份，存于） in 圓谷製作' English site
- Ultraman in Internet Movie Database
- Shin Hayata （页面存档备份，存于） in Internet Movie Database